# افزایش ارزش لیر ترکیه
لیر جدید ترکیه (ترکی استانبولی: Yeni Türk Lirası) واحد پول ترکیه و دولت مستقل جمهوری ترک قبرس شمالی بین ۱ ژانویه ۲۰۰۵ و ۳۱ دسامبر ۲۰۰۸ بود که دوره انتقالی برای حذف شش صفر از واحد پول بود. لیره جدید به ۱۰۰ کوروش جدید (yeni kuruş) تقسیم شد. نماد YTL و کد ISO 4217 TRY برای آن انتخاب شد.

## تاریخ
به دلیل تورم مزمن تجربه شده در ترکیه از دهه ۱۹۷۰ تا ۱۹۹۰، لیر قدیمی کاهش شدیدی را تجربه کرد. ترکیه در مقابل سایر کشورهای توسعه یافته نرخ تورم بالاتری داشت و ابرتورم را تجربه کرده بود. از میانگین ۹ لیر به ازای هر دلار آمریکا در اواخر دهه ۱۹۶۰، این ارز در اواخر سال ۲۰۰۱ تقریباً ۱٬۶۵۰٬۰۰۰ لیر برای هر دلار آمریکا معامله شد. این نشان دهنده میانگین تورم حدود ۳۸ درصد در سال است. رجب طیب اردوغان، نخست‌وزیر این کشور، این مشکل را «شرم ملی» خوانده بود. با تجدید ارزش گذاری لیر قدیمی ترکیه، لئو رومانی (که در ژوئیه ۲۰۰۵ نیز تجدید ارزیابی شد) برای مدت کوتاهی به کم ارزش‌ترین واحد پولی جهان تبدیل شد.
در اواخر دسامبر ۲۰۰۳، مجلس ملی بزرگ ترکیه قانونی را تصویب کرد که اجازه حذف شش صفر از واحد پولی و ایجاد لیر جدید را می‌داد. این قانون در ۱ ژانویه ۲۰۰۵ معرفی شد و جایگزین لیره قبلی (که تا پایان سال ۲۰۰۵ در گردش بود) با نرخ ۱ لیر جدید = ۱٬۰۰۰٬۰۰۰ لیره قدیمی معرفی شد.
پس از معرفی، نام رسمی این واحد پولی «لیره جدید ترکیه» بود، اما طبق گفته بانک مرکزی، کلمه «نیو» (ینی) تنها یک اقدام «موقت» بود. یک خبرگزاری گزارش داد که «جدید» در ۱ ژانویه ۲۰۰۹ حذف خواهد شد. همین منبع همچنین اشاره کرد که این اسکناس‌ها «اشکال و اندازه‌های مختلفی برای جلوگیری از جعل» دارند. انتشار بالاترین ارزش پول جدید، ۲۰۰ لیر، در همان زمان مورد بررسی قرار گرفت.

## همچنین ببینید
افزایش ارزش پول